# Репер (математика)
Репе́р (фр. repère — «знак», «початкова точка») — сукупність точки (початку координат) і впорядкованого набору з n лінійно незалежних векторів (тобто базису) в n-мірному афінному просторі.
Іноді термін «репер» використовується також як синонім терміна «базис» (тобто початок координат опускається).
У диференціальній геометрії репером називають сукупність точки многовиду, та базису дотичного простору у цій точці.

## Многовиди реперів
Нехай {\displaystyle \mathbb {E} ^{N}} є {\displaystyle N-}вимірний евклідів простір (афінний простір без виділеного початку координат, наділений інваріантним відносно зсувів скалярним добутком). Під репером {\displaystyle (x;e_{1},...,e_{N})} розуміється радіус-вектор {\displaystyle x\in \mathbb {E} ^{N}} та ортонормований базис {\displaystyle e_{1},...,e_{N}\in T_{x}(\mathbb {E} ^{N}).} Множина усіх реперів утворює многовид {\displaystyle {\mathfrak {F}}(\mathbb {E} ^{N}),} який після вибору базисного репера (тобто ізоморфізму {\displaystyle \mathbb {E} ^{N}\cong \mathbb {R} ^{N}}) можна ототожнити із групою {\displaystyle E(N)} евклідових рухів: радіус-вектор {\displaystyle x} задає зсув, а обертання таке, що воно переводить координатний репер в {\displaystyle \mathbb {R} ^{N}}у репер {\displaystyle e_{1},...,e_{N}.}
Якщо зафіксований який-небудь початок координат {\displaystyle 0\in \mathbb {E} ^{N},} то множина усіх реперів у {\displaystyle T_{0}(\mathbb {E} ^{N})} буде позначатися через {\displaystyle {\mathfrak {F}}_{0}(\mathbb {E} ^{N}).} Зрозуміло, що вибір базисного репера дозволяє ототожнити множину {\displaystyle {\mathfrak {F}}_{0}(\mathbb {E} ^{N})} із ортогональною групою {\displaystyle O(N).}

## Пов'язані визначення
- Множина всіх реперів на многовиді має природну гладку структуру і розшаровується над вихідним многовидом. Це розшарування називається розшаруванням реперів, а його перерізи називаються поле реперів. Нерідко термін «репер» означає саме поле реперів.
- Розшарування реперів на многовиді {\displaystyle M} зазвичай позначається {\displaystyle FM}.

- Поле реперів {\displaystyle {\frac {\partial }{\partial x^{i}}}} карті {\displaystyle x^{i}} називається голономним або координатним полем реперів.

### Варіації та узагальнення
- {\displaystyle k}-репер у многовиді — сукупність точки многовиду і {\displaystyle k} лінійно незалежних векторів дотичного простору в цій точці.
- репер — сукупність точки (початку координат) і впорядкованого набору з {\displaystyle n} лінійно незалежних векторів (тобто базису) в {\displaystyle n}-мірному афінному просторі.
- Іноді термін «репер» використовується також як синонім терміна «базис» (то згадка про початок координат опускається).

### Історія
Перше систематичне дослідження диференціальної геометрії з використанням полів реперів, відмінних від координатних, зокрема, з використанням ортогональних реперів, належить Картану, отримало таким способом багато фундаментальних результатів, які зробили серйозний вплив на геометрію і теоретичну фізику.